# Ґарчеґоже
Ґарчеґоже (пол. Garczegorze, нім. Garzigar) — село в Польщі, у гміні Нова Весь-Лемборська Лемборського повіту Поморського воєводства.
Населення — 520 осіб (2011).
У 1975-1998 роках село належало до Слупського воєводства.

## Демографія
Демографічна структура станом на 31 березня 2011 року:
|          | Загалом | Допрацездатний вік | Працездатний вік | Постпрацездатний вік |
| -------- | ------- | ------------------ | ---------------- | -------------------- |
| Чоловіки | 277     | 67                 | 182              | 28                   |
| Жінки    | 243     | 51                 | 147              | 45                   |
| Разом    | 520     | 118                | 329              | 73                   |